# Pauluskirche (Sehma)

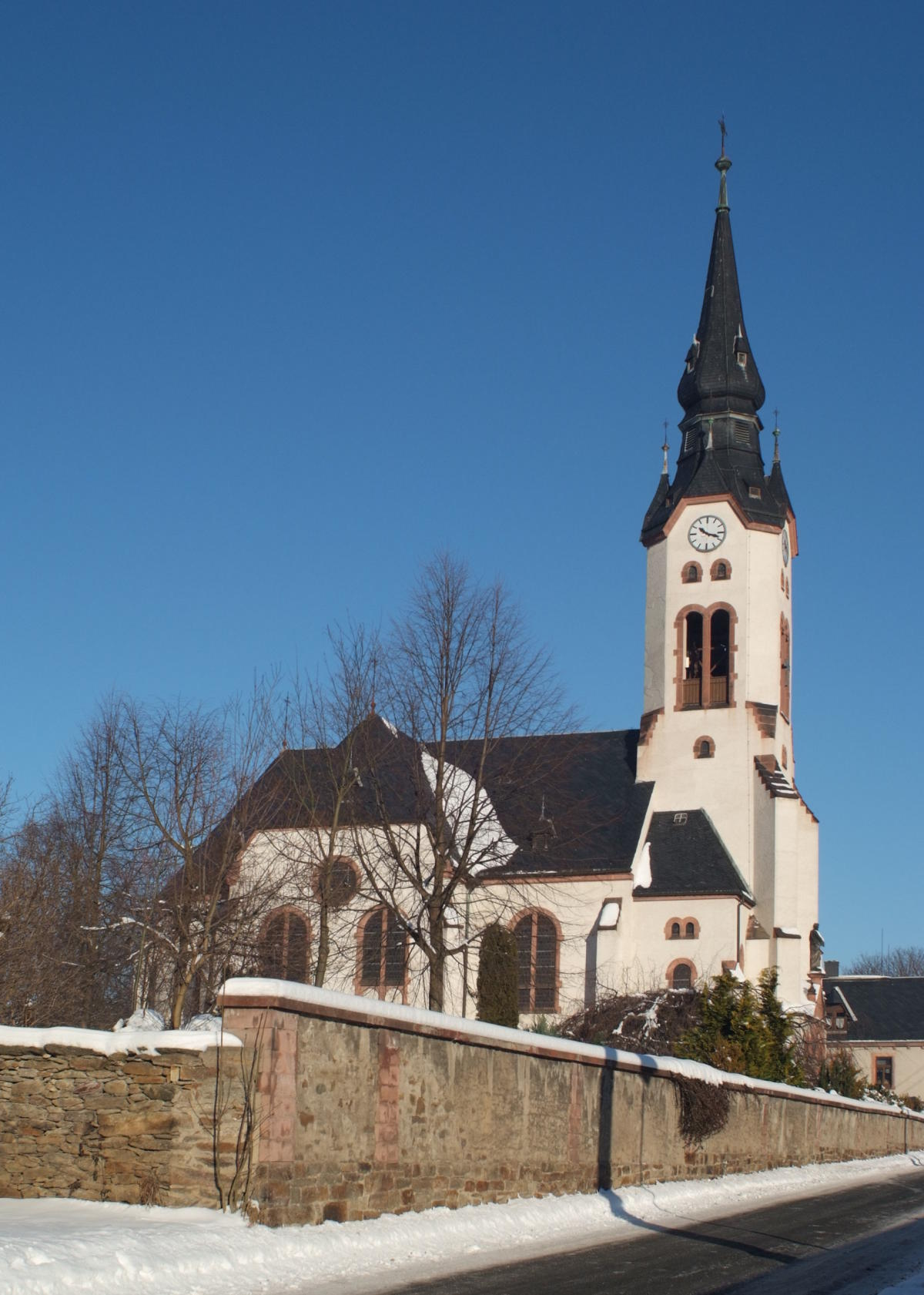
Pauluskirche Sehma

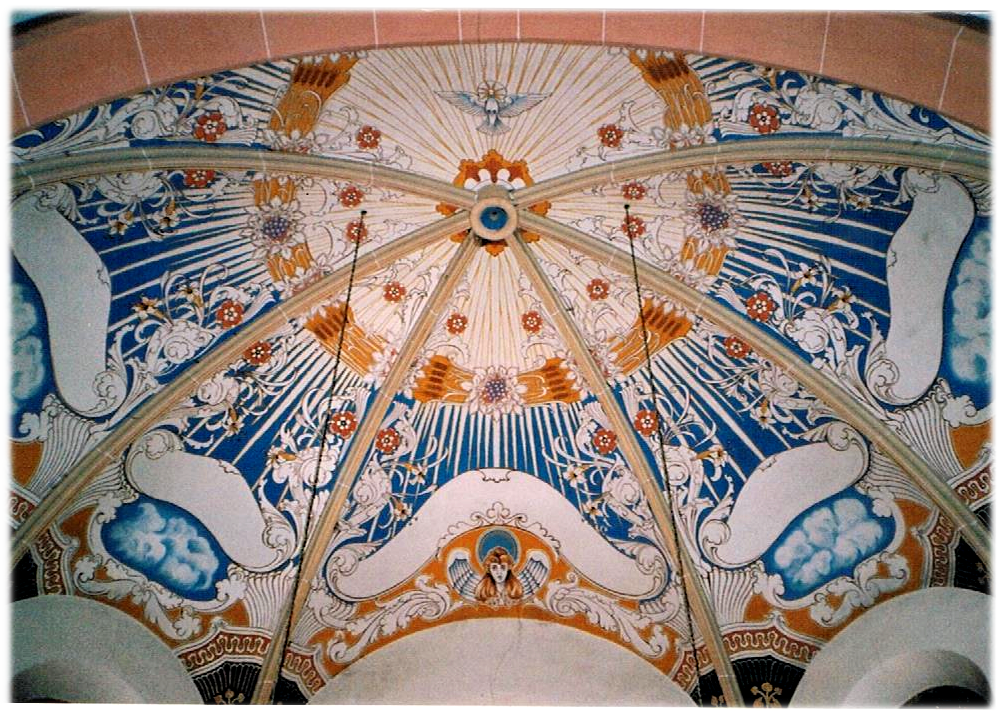
Chorgewölbe

Orgelempore um 1900

Die Pauluskirche ist die evangelisch-lutherische Gemeindekirche von Sehma, einem Ortsteil der sächsischen Gemeinde Sehmatal im Erzgebirgskreis. Die Kirchgemeinde gehört zum Kirchenbezirk Annaberg der Evangelisch-Lutherischen Landeskirche Sachsens.

## Geschichte
Eine erste Kirche war in Sehma in den Jahren 1665 bis 1673 als flachgedeckte Saalkirche mit polygonalem Chor und Dachreiter erbaut worden, gleichzeitig erfolgte die Ablösung von der St.-Ulrichs-Gemeinde in Schlettau. Mit der wirtschaftlichen Entwicklung des Ortes namentlich durch die hier angesiedelte Textilindustrie gegen Ende des 19. Jahrhunderts wurde der Bau einer größeren Kirche notwendig, mit deren Bau 1898 der Dresdner Architekt Woldemar Kandler beauftragt wurde. Die Einweihung erfolgte am 30. Oktober, dem Vorabend des Reformationstags, des Jahres 1899.

## Architektur
Die Pauluskirche ist eine über kreuzförmigem Grundriss angelegte Saalkirche mir leicht vortretendem Querhaus mit Walmdach, anschließender polygondaler Apsis und vorgestelltem, von seitlichen Emporenaufgängen begleitetem und von einem Steilhelm bekrönten Turmbau, dessen Glockengeschoss in ein Oktogon übergeht. Die dretteilige offene Portalvorhalle bekrönt eine von Robert Henze in Dresden geschaffene Statue des Apostels Paulus.
Der dreiseitig von Emporen umgebene Kirchenraum ist rippengewölbt.

## Ausstattung
Das linke Apsis-Fenster zeigt die Taufe Jesu, das rechte seine Kreuzigung.
Das Altarbild des auferstandenen Christus wurde von Wilhelm Walther von der Kunstakademie Dresden geschaffen. Die beiden Wandgemälde seitlich des Chorbogens zeigen die Verkündigung an die Hirten und die Himmelfahrt des Herrn. Von der 1953 übertünchten Ausmalung wurde 1983 lediglich die des Apsisgewölbes freigelegt und restauriert, das in Jugendstilformen eine Darstellung des sich öffnenden Himmels mit der Taube des Heiligen Geistes entsprechend dem Pfingstwunder zeigt. Der Chorbogen trug ursprünglich in großen Buchstaben die Inschrift Allein Gott in der Höh sei Ehr.

### Orgel
Bei ihrer Fertigstellung erhielt die Kirche eine Orgel der Firma Jehmlich Orgelbau Dresden, die 1934 von Schuster, Andreas und Söhne einen Umbau erfuhr. 2005 erfolgte ein Neubau im historischen Prospekt durch Ekkehart Groß. Die Orgel besitzt seither die folgende Disposition:
| I Hauptwerk C–g3 |             |        |
| 01.              | Bordun      | 16′    |
| 02.              | Principal   | 08′    |
| 03.              | Rohrflöte   | 08′    |
| 04.              | Gamba       | 08′    |
| 05.              | Octave      | 04′    |
| 06.              | Spitzflöte  | 04′    |
| 07.              | Weitquinte  | 02 ⁄3′ |
| 08.              | Waldflöte   | 02′    |
| 09.              | Quinte      | 01 ⁄3′ |
| 10.              | Cornett III |        |
| 11.              | Mixtur IV–V |        |
| 12.              | Trompete    | 08′    |
| 13.              | Krummhorn   | 08′    |

| II Schwellwerk C–g3 |                 |               |
| 14.                 | Pommer          | 16′           |
| 15.                 | Geigenprincipal | 08′           |
| 16.                 | Salicional      | 08′           |
| 17.                 | Gedackt         | 08′           |
| 18.                 | Unda Maris      | 08′           |
| 19.                 | Principal       | 04′           |
| 20.                 | Traversflöte    | 04′           |
| 21.                 | Flöte           | 04′           |
| 22                  | Nasat           | 02 ⁄3′        |
| 23.                 | Octave          | 02′           |
| 24.                 | Piccolo         | 02′           |
| 25.                 | Sifflet II      | 01 ⁄3′ und 1′ |
| 26.                 | Sesquialtera II |               |
| 27.                 | Scharff III–IV  |               |
| 28.                 | Vox Humana      | 08′           |
| 29.                 | Oboe            | 08′           |

| Pedal C–f1 |               |     |
| 30.        | Prinzipalbass | 16′ |
| 31.        | Subbass       | 16′ |
| 32.        | Violon        | 16′ |
| 33.        | Octavbass     | 08′ |
| 34.        | Gemshorn      | 08′ |
| 35.        | Choralbass    | 04′ |
| 36.        | Hintersatz II |     |
| 37.        | Posaune       | 16′ |
| 38.        | Trompete      | 08′ |

### Glocken
Bei Fertigstellung des Kirchenneubaus wurde das Geläut von drei Glocken aus dem Vorgängerbau übertragen, von denen die große Glocke, gegossen 1698 von Michael Weinholdt in Dresden, die Inschrift lautete: „Mich stellt die kirchfardt seeha vnd cvmmersdorff das ich zvr kirche levte das volvk zvnn bethen weck und ihn den tod andevte“ trug.  Von ihnen musste „wegen der festgestellten Klangeinheit der drei Glocken“ während der Glockenabgabe im Ersten Weltkrieg nur die kleinste abgeliefert werden, die aber 1919 zurückerworben wurde. 1942 schließlich wurden alle Glocken konfisziert und 1950 durch drei Bronzeglocken mit der Inschrift „Christmettengemeinde Sehma im Erzgebirge gegossen im Advent 1950. Franz Schilling Söhne Apolda“ ersetzt. Bekennenden Kirche zu verstehen.
| Nr. | Gussjahr | Gießer, Gussort              | Gewicht (kg) | Nominal (HT-1/16) | Inschriften                       |
| 1   | 1950     | Franz Schilling Söhne Apolda | 1.717        | des1              | Ehre sei Gott in der Höhe         |
| 2   | 1950     | Franz Schilling Söhne Apolda | 836          | f1                | Und Friede auf Erden              |
| 3   | 1950     | Franz Schilling Söhne Apolda | 456          | as1               | Und den Menschen ein Wohlgefallen |